# Palise
Palise ist eine französische Gemeinde mit 145 Einwohnern (Stand: 1. Januar 2022) im Département Doubs in der Region Bourgogne-Franche-Comté. Sie gehört zum Arrondissement Besançon und ist Mitglied im Gemeindeverband Grand Besançon Métropole. Die Bewohner werden Palisiens und Palisiennes genannt.

## Geographie
Palise liegt auf 228 m, etwa 16 Kilometer nordnordöstlich der Stadt Besançon (Luftlinie). Das Dorf erstreckt sich leicht erhöht am südlichen Rand der Talniederung des Ognon im äußersten Nordwesten des Département Doubs.
Die Fläche des 2,09 km² großen Gemeindegebiets umfasst einen Abschnitt des Ognon-Tals. Die westliche und nördliche Grenze verläuft entlang dem Ognon, der hier mit mehreren Windungen durch eine rund ein Kilometer breite, flache Talniederung fließt. Vom Flusslauf erstreckt sich das Gemeindeareal nach Süden über die ehemals moorige Talaue auf die angrenzende Hochterrasse, die aus eiszeitlichen Flussablagerungen besteht. Sie ist überwiegend mit Acker- und Wiesland bestanden. Auf einer Anhöhe im Süden befindet sich das Waldgebiet Bois des Grésaillères. Hier wird mit 266 m die höchste Erhebung von Palise erreicht.
Nachbargemeinden von Palise sind Aulx-lès-Cromary im Norden und Osten, Venise und Vieilley im Süden sowie Cromary im Westen.

## Geschichte
Funde von Gräbern aus der Merowingerzeit (6. und 9. Jahrhundert) weisen darauf hin, dass das Gemeindegebiet von Palise schon sehr früh besiedelt war. Im Mittelalter bildete Palise eine Kastlanei, die der Herrschaft Châtillon-le-Duc unterstand. Zusammen mit der Franche-Comté gelangte das Dorf mit dem Frieden von Nimwegen 1678 definitiv an Frankreich. Heute gehört Palise zum Gemeindeverband Grand Besançon.

## Bevölkerung
| Jahr                       | 1962 | 1968 | 1975 | 1982 | 1990 | 2004 | 2016 |
| Einwohner                  | 32   | 40   | 39   | 61   | 67   | 101  | 141  |
| Quellen: Cassini und INSEE |      |      |      |      |      |      |      |

Mit 145 Einwohnern (Stand 1. Januar 2022) gehört Palise zu den kleinen Gemeinden des Départements Doubs. Nachdem die Einwohnerzahl in der ersten Hälfte des 20. Jahrhunderts abgenommen hatte (1906 wurden noch 51 Personen gezählt), wurde seit Beginn der 1980er Jahre ein deutliches Bevölkerungswachstum verzeichnet. Seither hat sich die Einwohnerzahl mehr als verdoppelt.

## Wirtschaft und Infrastruktur

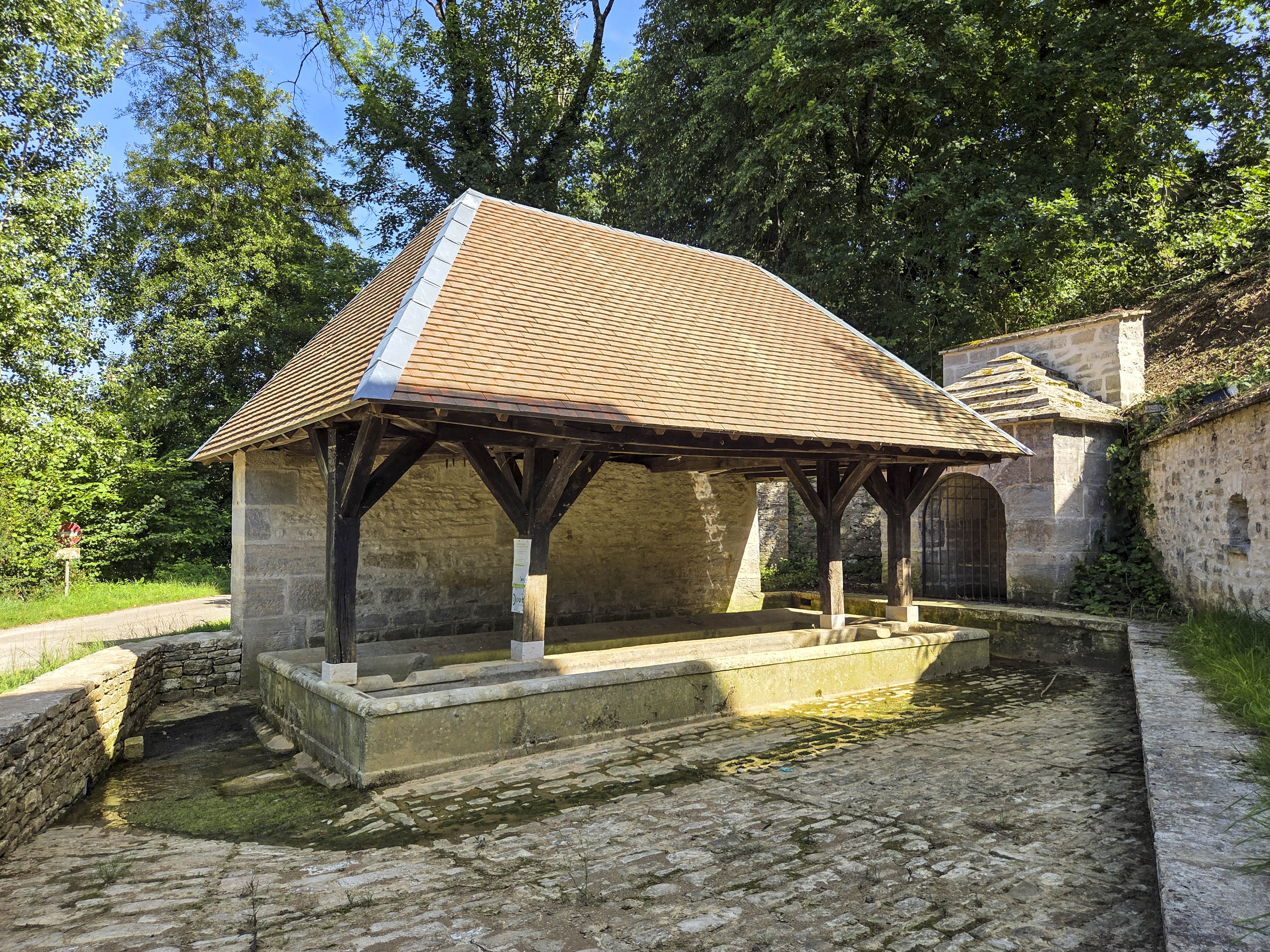
Das Waschhaus

Palise war bis weit ins 20. Jahrhundert hinein ein vorwiegend durch die Landwirtschaft (Ackerbau, Obstbau und Viehzucht) geprägtes Dorf. Noch heute leben die Bewohner zur Hauptsache von der Tätigkeit im ersten Sektor. Außerhalb des primären Sektors gibt es nur wenige Arbeitsplätze im Dorf. Einige Erwerbstätige sind auch Wegpendler, die in den umliegenden größeren Ortschaften ihrer Arbeit nachgehen.
Die Ortschaft liegt abseits der größeren Durchgangsstraßen. Erreichbar ist das Dorf entweder von Moncey oder von Vieilley respektive Cromary. Der nächste Anschluss an die Autobahn A36 befindet sich in einer Entfernung von ungefähr elf Kilometern.